# ザマンベック・ヌルカディロフ
ザマンベック・ヌルカディロフ（1944年1月15日 - 2005年11月12日）は、カザフスタン共和国の政治家。カザフ人。
カザフ・ソビエト社会主義共和国アルマ・アタ州ウイグルスキー地区ケトペン村出身。1967年、カザフ工業大学を卒業し、建築技師。第13特殊修理局の先任現場監督、後にトラスト「アルマ・アタジルストロイ」の主任技師として働く。
1977年～1979年、カザフスタン共産党州委員会教官。1979年～1981年、党アルマ・アタ市委員会建設課主任。1981年～1992年、アルマ・アタ市人民代議員会議副議長、議長。
1992年～1994年、アルマトイ市長。1995年～1997年、最高会議代議員。1997年12月～2001年5月、アルマトイ州知事（アキム）。
2001年5月～2004年3月、非常事態局長官。2005年11月12日、暗殺。

## パーソナル
妻帯（再婚）。初婚からは1男1女、再婚（妻マクパル・ジュヌソワは歌手）からは1女を儲ける。
姉のパナルグル（1940年 -）は、燃料・エネルギー複合体「ベールクト」総裁で、2004年、マジリス（議会）に出馬したが落選。